# Diligentia
Diligentia is een theater aan het Lange Voorhout in Den Haag dat bekend staat als 'hét podium voor cabaret'. Het gebouw heeft de status van rijksmonument. Het theater heeft een brede en ondiepe theaterzaal, die interactie tussen de artiest en het publiek goed mogelijk maakt en daardoor uitermate geschikt is voor cabaret. 

## Koninklijke Maatschappij voor Natuurkunde "Diligentia"
Oorspronkelijk heette Diligentia het 'Gezelschap ter beoefening der proef-ondervindelijke wijsbegeerte'. Dit gezelschap werd opgericht op 17 september 1793 door Mr. Pieter van Buren, secretaris van hunne Edele Groot Mogendheden, Mr. Frederik George Alsche, advocaat voor de hoven van Justitie, Med. Dr. Anthony Laurillard dit Fallot en Med. Dr. Jacob Covijn ter Bruggen. Het gezelschap koos in 1804 de naam Diligentiâ, met een circonflexe op de a, met als officiële naam de Maatschappij voor Natuur- en Letterkunde. In 1859 werd dat veranderd in Maatschappij voor Natuurkunde. In 1953 werd het predicaat Koninklijk verleend.

## Ontstaan van concertzaal en theater
De bijeenkomsten vonden in het begin plaats bij de voorzitter thuis, waar maximaal 20 leden worden toegelaten. Zodra meer leden toegelaten werden, vergaderde men in de Nieuwe Doelen (nu Haags Historisch Museum). De eerste spreekbeurt werd gehouden door een van de vier oprichters van de maatschappij: F.G. Alsche. De eerste twee jaren hielden de leden zelf spreekbeurten voor elkaar, daarna werden ook buitenstaanders uitgenodigd.
Vanwege de hoge huur kocht men in 1804 voor een prijs van 8.500 gulden een eigen onderkomen aan het Lange Voorhout 5. Deze patriciërswoning uit circa 1645, met erachter een pand uit 1561, was afkomstig uit de boedel van mevrouw De Perponcher Sedlnitsky. Het bijbehorend koetshuis stond aan de Hoge Nieuwstraat. In 1805 werden het zestiende-eeuwse pand en de daarachter gelegen bijgebouwen aan de Hoge Nieuwstraat afgebroken. Op deze plek verrees vervolgens het huidige gebouw, dat de naam van het genootschap Diligentia kreeg. Voor de muziekuitvoeringen werd in 1821 een tweede genootschap Concert in Diligentia opgericht, hoewel al eerder concerten werden gegeven. De concerten waren zo succesvol dat in 1823 een verbouwing noodzakelijk was. In 1851 kwam het echtpaar Robert Schumann en Clara Schumann-Wieck optreden. In 1853 kwam vervolgens de Grote Zaal tot stand. De dirigenten J.H. Lübeck, Johannes Verhulst (die bij zijn pensionering in 1886 erelid van Diligentia werd) en Richard Hol (tot 1898) leidden er orkestconcerten.

### Programmering
In de twintigste eeuw speelden pianisten als Vladimir Horowitz en Arthur Rubinstein in Diligentia, dat veel recitals en kamermuziek programmeerde. Later traden er cabaretiers op, onder wie Harrie Jekkers, Wim Kan en Paul van Vliet. In de 21e eeuw programmeert het theater uitsluitend cabaretiers, stad-upcomedians en kleinkunstenaars. Onder anderen Theo Maassen, Youp van 't Hek en Guido Weijers zijn bespelers van het theater. Omdat het theater ook afgehuurd kan worden, wordt er incidenteel nog steeds kamermuziek of andere podiumkunsten op het podium beoefend, maar dit is geen onderdeel van de eigen programmering van Theater Diligentia.

### Theaters Diligentia en PePijn
In 2001 werd Theater PePijn overgenomen door Diligentia. Theater PePijn werd in 1964 opgericht door cabaretier Paul van Vliet en is sindsdien een plek waar bezoekers nieuwe talenten en nieuw materiaal kunnen ontdekken. Theater PePijn is gevestigd in een oud pakhuis aan de Nieuwe Schoolstraat. Paul van Vliet richtte samen met Liselore Gerritsen, Ferd Hugas, Judith Bosch en pianist Rob van Kreeveld zijn eerste professionele ensemble op: Cabaretgroep PePijn. 

## Koninklijk Huis
Alle regerende vorsten sinds koning Willem I zijn beschermheer/vrouwe van Diligentia:
- 1859: Koning Willem III
- 1913: Koningin Emma
- 1936: Koningin Wilhelmina
- 1949: Koningin Juliana
- 1980: Koningin Beatrix

Veel leden van het Koningshuis zijn erelid geweest. Koning Willem II en de toenmalige kroonprins, de latere koning Willem III, woonden de feestelijkheden bij ter ere van het 50-jarig bestaan. Koningin Beatrix was aanwezig bij de viering van het 200-jarig bestaan in 1993. Ook na haar troonsafstand in 2013 bleef prinses Beatrix beschermvrouwe van Diligentia.